# Frank Guinta
Frank Christopher Guinta, né le 26 septembre 1970 à Edison (New Jersey), est un homme politique américain, représentant républicain du New Hampshire à la Chambre des représentants des États-Unis, élu pour la première fois en 2010.

## Biographie
Il siège à la Chambre des représentants du New Hampshire de 2000 à 2002. De 2002 à 2004, il fait partie de l'équipe du représentant républicain Jeb Bradley.
Il est conseiller municipal Manchester de 2002 à 2006, puis maire de la ville entre 2006 et 2010.
Il est candidat à la Chambre des représentants des États-Unis dans le 1er district du New Hampshire lors des élections de 2010. Il bat la représentante sortante Carol Shea-Porter, rassemblant 54 % des voix contre 42,4 % à la démocrate[réf. souhaitée]. Deux ans plus tard, il perd l'élection avec 46 % des suffrages contre 49,8 % pour Shea-Porter. Lors des élections de mi-mandat de 2014, il rassemble 51,7 % des voix et retrouve la Chambre des représentants en battant à nouveau Shea-Porter.
Au printemps 2015, il avoue avoir reçu 355 000 dollars de contributions illégales de la part de ses parents pour sa première campagne au Congrès. Il obtient un arrangement avec la commission électorale fédérale : il rembourse cette somme et paie une amende 15 000 dollars. Plusieurs personnalités républicaines dont la sénatrice Kelly Ayotte l'incitent à démissionner. Malgré ce scandale, il est candidat à sa réélection en 2016. Il remporte la primaire républicaine de seulement 661 voix face à Rich Ashooh (46,5 % contre 45,3 %). Le 8 novembre, il est battu de peu par Shea-Porter, qui réunit 44 % des suffrages contre 43 % pour Guinta ; un candidat indépendant de gauche réunit 9 % des voix.